# Piotr II Bretoński
Piotr II (ur. 7 lipca 1418, zm. 22 września 1457 w Nantes), książę Bretanii, młodszy syn księcia Jana VI Mądrego i Joanny, córki króla Francji Karola VI Szalonego.
W 1430 r. został zaręczony z Franciszką (29 maja 1427 - 4 listopada 1485), córką Ludwika d'Amboise, księcia de Talmond, i Ludwiki Marii, córki Jeana III de Rieux. Ich ślub odbył się w 1442 r. Małżonkowie nie mieli razem dzieci.
Starszy brat Piotra, książę Franciszek I, zmarł nagle w 1450 r. i Piotr został księciem Bretanii. Dość aktywny udział w rządzeniu miała za jego panowania księżna Franciszka. Piotr zmarł na zarazę w 1457 r. Jego następcą na tronie Bretanii został jego stryj, Artur de Richemond.